# ۴۱۹ (پیش از میلاد)
۴۱۹ (پیش از میلاد) ۴۱۹مین سال قبل از تقویم میلادی است.